# Liste der Bodendenkmäler in Passau
Auf dieser Seite sind die Bodendenkmäler in der niederbayerischen kreisfreien Stadt Passau zusammengestellt. Diese Tabelle ist eine Teilliste der Liste der Bodendenkmäler in Bayern. Grundlage ist die Bayerische Denkmalliste, die auf Basis des Bayerischen Denkmalschutzgesetzes vom 1. Oktober 1973 erstmals erstellt wurde und seither durch das Bayerische Landesamt für Denkmalpflege geführt wird. Die folgenden Angaben ersetzen nicht die rechtsverbindliche Auskunft der Denkmalschutzbehörde.

## Bodendenkmäler der Gemeinde Passau

### Bodendenkmäler in der Gemarkung Beiderwies
| Lage                         | Objekt | Akten-Nr.     | Bild |
| ---------------------------- | --- | ------------- | ---- |
| Beiderwies Passau (Standort) | Mittelkaiserzeitliches Numeruskastell Boiodurum und Siedlung der späten Latènezeit. | D-2-7446-0001 |      |
| Beiderwies Passau (Standort) | Vicus des mittelkaiserzeitlichen Kastells Boiodurum mit Kastellbad. | D-2-7446-0002 |      |
| Beiderwies Passau (Standort) | Untertägige mittelalterliche und frühneuzeitliche Befunde und Funde im Bereich der Katholischen Friedhofskirche St. Severin in Passau-Innstadt, darunter früh- und hochmittelalterliche Vorgängerbauten und zugehörige Bestattungen sowie Siedlung der späten Latènezeit. | D-2-7446-0003 |      |
| Beiderwies Passau (Standort) | Burgus der späten römischen Kaiserzeit, Ziegelei des hohen Mittelalters sowie Siedlung der späten Latènezeit und der mittleren römischen Kaiserzeit. | D-2-7446-0004 |      |
| Beiderwies Passau (Standort) | Erdstall des späten Mittelalters oder der frühen Neuzeit. | D-2-7446-0006 |      |
| Beiderwies Passau (Standort) | Verhüttungsplatz des hohen und späten Mittelalters. | D-2-7446-0008 |      |
| Beiderwies Passau (Standort) | Napoleonische Schanzanlage Redoute Eggmühl. | D-2-7446-0009 |      |
| Beiderwies Passau (Standort) | Untertägige mittelalterliche und frühneuzeitliche Befunde und Funde im Bereich der profanierten Kirche St. Ägidius in Passau-Rosenau und ihrer Vorgängerbauten mit aufgelassenem mittelalterlichen Friedhof.                                                              | D-2-7446-0041 |      |
| Beiderwies Passau (Standort) | Untertägige frühneuzeitliche Befunde und Funde im Bereich des ehemaligen Kapuzinerklosters von Passau mit abgegangener Klosterkirche. | D-2-7446-0117 |      |
| Beiderwies Passau (Standort) | Untertägige frühneuzeitliche Befunde und Funde im Bereich der Katholischen Wallfahrtskirche Mariahilf von Passau mit Kloster. | D-2-7446-0119 |      |
| Beiderwies Passau (Standort) | Verhüttungsplatz des hohen und späten Mittelalters. | D-2-7446-0185 |      |
| Beiderwies Passau (Standort) | Napoleonische Schanzanlage Fort Thann. | D-2-7446-0237 |      |
| Beiderwies Passau (Standort) | Siedlung der mittleren römischen Kaiserzeit. Untertägige spätmittelalterliche und frühneuzeitliche Siedlungsteile der östlichen Stadterweiterung von Passau-Innstadt. | D-2-7446-0250 |      |
| Beiderwies Passau (Standort) | Napoleonische Schanzanlage Redoute Abensberg. | D-2-7446-0251 |      |

### Bodendenkmäler in der Gemarkung Grubweg
| Lage                      | Objekt | Akten-Nr.     | Bild |
| ------------------------- | --- | ------------- | ---- |
| Grubweg Passau (Standort) | Station des Mesolithikums und Siedlung des Neolithikums.                                                                                              | D-2-7446-0011 |      |
| Grubweg Passau (Standort) | Siedlung des Neolithikums. | D-2-7446-0012 |      |
| Grubweg Passau (Standort) | Archäologische Befunde und Funde des Mittelalters oder der frühen Neuzeit im Bereich der abgegangenen Kapelle St. Johannes.                           | D-2-7446-0189 |      |
| Grubweg Passau (Standort) | Untertägige frühneuzeitliche Befunde und Funde im Bereich des spätbarocken Landsitzes Firmiansgut mit umliegenden Gartenanlagen.                      | D-2-7446-0190 |      |
| Grubweg Passau (Standort) | Untertägige frühneuzeitliche Befunde und Funde im Bereich der abgegangenen Lazaruskapelle von Grubweg mit angeschlossenem Siechenhaus.                | D-2-7446-0192 |      |
| Grubweg Passau (Standort) | Befestigung der frühen Neuzeit und Napoleonische Schanzanlage Fort Rivoli.                                                                            | D-2-7446-0239 |      |
| Grubweg Passau (Standort) | Untertägige frühneuzeitliche Befunde und Funde im Bereich des klösterlichen Landsitzes Nonnengütl und napoleonische Schanzanlage Fort Lasalle.        | D-2-7446-0240 |      |
| Grubweg Passau (Standort) | Teilabschnitt der vereinigten Bergreichensteiner, Winterberger und Prachatitzer Zweige des mittelalterlich-frühneuzeitlichen Altweges Goldener Steig. | D-2-7446-0282 |      |
| Grubweg Passau (Standort) | Teilabschnitt der vereinigten Bergreichensteiner, Winterberger und Prachatitzer Zweige des mittelalterlich-frühneuzeitlichen Altweges Goldener Steig. | D-2-7446-0283 |      |

### Bodendenkmäler in der Gemarkung Hacklberg
| Lage                        | Objekt | Akten-Nr.     | Bild |
| --------------------------- | --- | ------------- | ---- |
| Hacklberg Passau (Standort) | Station des Paläolithikums und des Mesolithikums. | D-2-7346-0001 |      |
| Hacklberg Passau (Standort) | Untertägige frühneuzeitliche Befunde und Funde im Bereich der Katholischen Wallfahrtskirche St. Korona.                                                           | D-2-7346-0030 |      |
| Hacklberg Passau (Standort) | Abschnittsbefestigung vor- und frühgeschichtlicher Zeitstellung oder Burgstall des hohen Mittelalters. Siehe: Burgstall Walding.                                  | D-2-7346-0035 |      |
| Hacklberg Passau (Standort) | Siedlung des Endneolithikums und der frühen Bronzezeit. | D-2-7446-0022 |      |
| Hacklberg Passau (Standort) | Station des Mesolithikums und Siedlung des Neolithikums. | D-2-7446-0024 |      |
| Hacklberg Passau (Standort) | Untertägige spätmittelalterliche und frühneuzeitliche Befunde und Funde im Bereich von Schloss Eggendobl.                                                         | D-2-7446-0137 |      |
| Hacklberg Passau (Standort) | Untertägige spätmittelalterliche und frühneuzeitliche Befunde und Funde im Bereich des fürstbischöflichen Sommerschlosses Hacklberg mit zugehöriger Gartenanlage. | D-2-7446-0139 |      |
| Hacklberg Passau (Standort) | Untertägige frühneuzeitliche Befunde und Funde im Bereich des barocken Landgutes Sturmberg mit Katholischer Kapelle St. Johannes Nepomuk (Sturmbergkapelle).      | D-2-7446-0236 |      |
| Hacklberg Passau (Standort) | Napoleonische Schanzanlage Fort Eugen. | D-2-7446-0238 |      |
| Hacklberg Passau (Standort) | Grabhügel vorgeschichtlicher Zeitstellung. | D-2-7446-0284 |      |

### Bodendenkmäler in der Gemarkung Haidenhof
| Lage                        | Objekt                                       | Akten-Nr.     | Bild |
| --------------------------- | -------------------------------------------- | ------------- | ---- |
| Haidenhof Passau (Standort) | Erdstall des hohen oder späten Mittelalters. | D-2-7446-0014 |      |
| Haidenhof Passau (Standort) | Siedlung des Neolithikums.                   | D-2-7446-0015 |      |

### Bodendenkmäler in der Gemarkung Hals
| Lage                   | Objekt | Akten-Nr.     | Bild           |
| ---------------------- | --- | ------------- | -------------- |
| Hals Passau (Standort) | Untertägige mittelalterliche und frühneuzeitliche Befunde und Funde im Bereich der Burgruine Reschenstein.                                                                                          | D-2-7446-0018 |                |
| Hals Passau (Standort) | Siedlung des Neolithikums. | D-2-7446-0019 |                |
| Hals Passau (Standort) | Station des Mesolithikums oder Siedlung des Neolithikums. | D-2-7446-0020 |                |
| Hals Passau (Standort) | Station des Mesolithikums oder Siedlung des Neolithikums. | D-2-7446-0021 |                |
| Hals Passau (Standort) | Untertägige mittelalterliche und frühneuzeitliche Siedlungsteile im Bereich der historischen Marktsiedlung von Hals.                                                                                | D-2-7446-0194 |                |
| Hals Passau (Standort) | Untertägige mittelalterliche und frühneuzeitliche Befunde und Funde im Bereich der Katholischen Neben- und Wallfahrtskirche St. Achatius in Hals mit abgegangenem Siechenhaus und Friedhofskapelle. | D-2-7446-0196 |                |
| Hals Passau (Standort) | Untertägige mittelalterliche und frühneuzeitliche Befunde und Funde im Bereich der Burgruine Hals.                                                                                                  | D-2-7446-0197 | weitere Bilder |
| Hals Passau (Standort) | Untertägige mittelalterliche und frühneuzeitliche Befunde und Funde im Bereich der profanierten Burg- und Pfarrkirche St. Georg von Hals mit aufgelassenem Friedhof.                                | D-2-7446-0198 |                |
| Hals Passau (Standort) | Siedlung des Neolithikums. | D-2-7446-0248 |                |

### Bodendenkmäler in der Gemarkung Heining
| Lage                      | Objekt | Akten-Nr.     | Bild |
| ------------------------- | --- | ------------- | ---- |
| Heining Passau (Standort) | Schanze der frühen Neuzeit. | D-2-7446-0025 |      |
| Heining Passau (Standort) | Siedlung der späten Latènezeit. | D-2-7446-0027 |      |
| Heining Passau (Standort) | Untertägige mittelalterliche und frühneuzeitliche Befunde und Funde im Bereich der Katholischen Pfarrkirche St. Severin von Heining. | D-2-7446-0201 |      |
| Heining Passau (Standort) | Untertägige mittelalterliche und frühneuzeitliche Befunde und Funde im Bereich der profanierten Kapelle St. Severin von Heining.     | D-2-7446-0202 |      |

### Bodendenkmäler in der Gemarkung Passau
| Lage              | Objekt | Akten-Nr.     | Bild |
| ----------------- | --- | ------------- | ---- |
| Passau (Standort) | Untertägige mittelalterliche und frühneuzeitliche Siedlungsteile der historischen Kernstadt von Passau. | D-2-7446-0028 |      |
| Passau (Standort) | Spätrömisches Kastell Boiotro, Siedlung des Spätneolithikums (Chamer Gruppe) und der späten Latènezeit sowie Buntmetallwerkstatt des hohen und späten Mittelalters. | D-2-7446-0029 |      |
| Passau (Standort) | Körper- und Brandbestattungen der mittleren und späten römischen Kaiserzeit. | D-2-7446-0031 |      |
| Passau (Standort) | Untertägige spätmittelalterliche und frühneuzeitliche Befunde und Funde im Bereich des aufgelassenen Friedhofes ad Tilias bei St. Paul und der abgegangenen Karnerkapelle St. Georg. | D-2-7446-0046 |      |
| Passau (Standort) | Untertägige mittelalterliche und frühneuzeitliche Befunde und Funde im Bereich der ehemalige Hofkapelle Mariä Himmelfahrt und ihres Vorgängerbaus in der alten bischöflichen Residenz von Passau. | D-2-7446-0051 |      |
| Passau (Standort) | Untertägige mittelalterliche und frühneuzeitliche Befunde und Funde im Bereich der Veste Oberhaus. | D-2-7446-0052 |      |
| Passau (Standort) | Untertägige früh- und hochmittelalterliche Befunde und Funde im Bereich der ersten Stadtbefestigung von Passau (Römerwehr). | D-2-7446-0068 |      |
| Passau (Standort) | Untertägige mittelalterliche und frühneuzeitliche Siedlungsteile der Vorstadt Passau-Innstadt. | D-2-7446-0111 |      |
| Passau (Standort) | Untertägige mittelalterliche und frühneuzeitliche Befunde und Funde im Bereich der Katholischen Pfarrkirche St. Gertraud von Passau-Innstadt und ihrer Vorgängerbauten mit abgegangenem Armenspital. | D-2-7446-0112 |      |
| Passau (Standort) | Untertägige spätmittelalterliche und frühneuzeitliche Befunde und Funde im Bereich der Stadtbefestigung von Passau-Innstadt. | D-2-7446-0113 |      |
| Passau (Standort) | Untertägige mittelalterliche und frühneuzeitliche Siedlungsteile der Vorstadt Passau-Ilzstadt. | D-2-7446-0120 |      |
| Passau (Standort) | Untertägige spätmittelalterliche und frühneuzeitliche Befunde und Funde im Bereich der Stadtbefestigung von Passau-Ilzstadt. | D-2-7446-0121 |      |
| Passau (Standort) | Untertägige mittelalterliche und frühneuzeitliche Befunde und Funde im Bereich der Katholischen Pfarrkirche St. Bartholomäus von Passau-Ilzstadt und ihrer Vorgängerbauten bzw. älteren Bauphasen. | D-2-7446-0125 |      |
| Passau (Standort) | Archäologische Befunde und Funde im Bereich der abgegangenen Kapelle St. Johannes in Passau-Ilzstadt. | D-2-7446-0126 |      |
| Passau (Standort) | Untertägige spätmittelalterliche Befunde und Funde im Bereich des ehemaligen Judenviertels von Passau. | D-2-7446-0128 |      |
| Passau (Standort) | Spätmittelalterliche und frühneuzeitliche archäologische Befunde im Bereich der profanierten Propstei- und Wallfahrtskirche St. Salvator von Passau und der abgegangenen Synagoge. | D-2-7446-0129 |      |
| Passau (Standort) | Archäologische Befunde im Bereich des ehemaligen spätmittelalterlichen jüdischen Friedhofs von Passau. | D-2-7446-0130 |      |
| Passau (Standort) | Untertägige mittelalterliche und frühneuzeitliche Befunde und Funde im Bereich der Veste Niederhaus. | D-2-7446-0132 |      |
| Passau (Standort) | Untertägige mittelalterliche und frühneuzeitliche Siedlungsteile der vorstädtischen Ufersiedlung Am Anger. | D-2-7446-0133 |      |
| Passau (Standort) | Untertägige mittelalterliche und frühneuzeitliche Befunde und Funde im Bereich der abgegangenen Befestigung der vorstädtischen Ufersiedlung Am Anger. | D-2-7446-0134 |      |
| Passau (Standort) | Untertägige Teile des nationalsozialistischen Freilufttheaters Thingplatz (1934–1943). | D-2-7446-0136 |      |
| Passau (Standort) | Untertägige mittelalterliche und frühneuzeitliche Befunde und Funde im Bereich der zweiten Stadtbefestigung von Passau. | D-2-7446-0157 |      |
| Passau (Standort) | Kastell und Vicus der mittleren römischen Kaiserzeit sowie spätrömisches Kastell Batavis. | D-2-7446-0161 |      |
| Passau (Standort) | Untertägige mittelalterliche und frühneuzeitliche Befunde und Funde im Bereich des Klosters Niedernburg in Passau mit der Katholischen Klosterkirche Hl. Kreuz und ihren Vorgängerbauten sowie weiteren abgegangenen Kirchen, Kapellen, dem Klosterfriedhof und dem ehemalige Pfarrfriedhof.                | D-2-7446-0162 |      |
| Passau (Standort) | Untertägige mittelalterliche und frühneuzeitliche Befunde und Funde im Bereich der Katholischen Studienkirche St. Michael in Passau. | D-2-7446-0169 |      |
| Passau (Standort) | Archäologische Befunde des späten Mittelalters im Bereich der ehemalige ersten Synagoge von Passau. | D-2-7446-0171 |      |
| Passau (Standort) | Archäologische Befunde und Funde des Mittelalters und der frühen Neuzeit im Bereich der abgegangenen Kapelle St. Margarethen. | D-2-7446-0172 |      |
| Passau (Standort) | Untertägige frühneuzeitliche Befunde und Funde im Bereich des ehemaligen Franziskanerklosters von Passau mit der profanierten Kapelle St. Anna. | D-2-7446-0173 |      |
| Passau (Standort) | Untertägige frühneuzeitliche Befunde und Funde im Bereich der ehemalige Franziskaner- und heutigen Katholischen Votivkirche von Passau. | D-2-7446-0174 |      |
| Passau (Standort) | Untertägige spätmittelalterliche und frühneuzeitliche Befunde und Funde im Bereich des Heilig-Geist-Spitals von Passau mit der profanierten Spitalkirche Heilig-Geist und ihren Vorgängerbauten bzw. älteren Bauphasen.                                                                                     | D-2-7446-0175 |      |
| Passau (Standort) | Kastell oder Siedlung der mittleren römischen Kaiserzeit. | D-2-7446-0177 |      |
| Passau (Standort) | Untertägige mittelalterliche und frühneuzeitliche Befunde und Funde im Bereich der Katholischen Domkirche St. Stephan von Passau und ihrer Vorgängerbauten sowie im Bereich des ehemaligen Domkreuzganges mit Konventbauten, abgegangenen Kapellen und spätmittelalterlich-frühneuzeitlichem Pfarrfriedhof. | D-2-7446-0179 |      |
| Passau (Standort) | Untertägige mittelalterliche und frühneuzeitliche Befunde und Funde im Bereich der Katholischen Kapelle St. Barbara in der ehemalige Dompropstei in Passau. | D-2-7446-0180 |      |
| Passau (Standort) | Untertägige mittelalterliche und frühneuzeitliche Befunde und Funde im Bereich der Katholischen Pfarrkirche St. Paul von Passau mit Vorgängerbauten und aufgelassenem Friedhof. | D-2-7446-0181 |      |
| Passau (Standort) | Untertägige mittelalterliche und frühneuzeitliche Befunde und Funde im Bereich der Katholischen Spitalkirche St. Johannes in Passau und des angeschlossenen Bürgerspitals mit seinen Vorgängerbauten. | D-2-7446-0183 |      |
| Passau (Standort) | Abgegangene Brücke des Mittelalters und der frühen Neuzeit. | D-2-7446-0241 |      |
| Passau (Standort) | Abgegangene Brücke des Mittelalters und der frühen Neuzeit. | D-2-7446-0242 |      |
| Passau (Standort) | Abschnittsbefestigung der späten Hallstattzeit und frühen Latènezeit sowie unbefestigte Großsiedlung der späten Latènezeit. | D-2-7446-0243 |      |
| Passau (Standort) | Untertägige mittelalterliche und frühneuzeitliche Befunde und Funde im Bereich des ehemaligen Schlosses Ort. | D-2-7446-0244 |      |
| Passau (Standort) | Untertägige mittelalterliche und frühneuzeitliche Siedlungsteile der hoch- und spätmittelalterlichen Stadterweiterung von Passau (Neumarkt). | D-2-7446-0245 |      |
| Passau (Standort) | Untertägige spätmittelalterliche und frühneuzeitliche Teile des Linzer Tores der östlichen Stadterweiterung von Passau-Innstadt. | D-2-7446-0249 |      |

### Bodendenkmäler in der Gemarkung Ries
| Lage                   | Objekt | Akten-Nr.     | Bild |
| ---------------------- | --- | ------------- | ---- |
| Ries Passau (Standort) | Untertägige mittelalterliche und frühneuzeitliche Befunde und Funde im Bereich der Richtstätte der Herrschaft Hals. | D-2-7446-0222 |      |

### Bodendenkmäler in der Gemarkung St.Nikola
| Lage                        | Objekt | Akten-Nr.     | Bild |
| --------------------------- | --- | ------------- | ---- |
| St.Nikola Passau (Standort) | Untertägige mittelalterliche und frühneuzeitliche Befunde und Funde im Bereich des ehemaligen Augustinerchorherrenstifts St. Nikola von Passau mit der Katholischen Pfarr- und Universitätskirche St. Nikola, Konventbauten, verschiedenen Kapellen sowie dem aufgelassenen Klosterfriedhof. | D-2-7446-0142 |      |
| St.Nikola Passau (Standort) | Archäologische Befunde und Funde des Mittelalters und der frühen Neuzeit im Bereich des abgegangenen Armenspitals St. Maria mit Spitalkirche. | D-2-7446-0148 |      |
| St.Nikola Passau (Standort) | Archäologische Befunde und Funde des Mittelalters und der frühen Neuzeit im Bereich der abgegangenen Kapelle St. Maria Magdalena mit angeschlossener Klause und Siechenhaus. | D-2-7446-0150 |      |
| St.Nikola Passau (Standort) | Archäologische Befunde und Funde des Mittelalters und der frühen Neuzeit im Bereich der abgegangenen Pfarrkirche St. Jakob und des Friedhofs der Klosterhofmark St. Nikola. | D-2-7446-0151 |      |
| St.Nikola Passau (Standort) | Archäologische Befunde und Funde des Mittelalters und der frühen Neuzeit im Bereich der abgegangenen Kirche St. Elisabeth mit Friedhof und angeschlossenem Siechenhaus. | D-2-7446-0152 |      |
| St.Nikola Passau (Standort) | Untertägige mittelalterliche und frühneuzeitliche Siedlungsteile der vorstädtischen Klosterhofmark St. Nikola. | D-2-7446-0153 |      |